# Ginástica nos Jogos Olímpicos de Verão de 1920
A ginástica nos Jogos Olímpicos de Verão de 1920 foi realizado em Antuérpia, na Bélgica, com quatro eventos disputados. No total, 239 ginastas homens de 11 países intervieram na modalidade entre 22 e 29 de agosto no Estádio Olímpico de Antuérpia.

## Eventos
Ginástica artística
Quatro conjuntos de medalhas foram concedidas nos seguintes eventos:
- Individual geral
- Equipes
- Sistema livre por equipes
- Sistema sueco por equipes

## Países participantes
Um total de 254 ginastas de 11 países competiram em 1920:
| - BEL Bélgica (48) - TCH Checoslováquia (16) - DEN Dinamarca (49) - EGY Egito (2) - USA Estados Unidos (4) - FRA França (29) | - GBR Grã-Bretanha (27) - ITA Itália (27) - MON Mônaco (2) - NOR Noruega (26) - SWE Suécia (24) |

## Medalhistas
Masculino
| Evento                             | Ouro | Prata | Bronze |
| ---------------------------------- | --- | --- | --- |
| Individual geral detalhes          | Giorgio Zampori ITA Itália | Marco Torrès FRA França | Jean Gounot FRA França |
| Equipes detalhes                   | Arnaldo Andreoli Ettore Bellotto Pietro Bianchi Fernando Bonatti Luigi Cambiaso Luigi Contessi Carlo Costigliolo Luigi Costigliolo Giuseppe Domenichelli Roberto Ferrari Carlo Fregosi Romualdo Ghiglione Ambrogio Levati Francesco Loi Vittorio Lucchetti Luigi Maiocco Ferdinando Mandrini Lorenzo Mangiante Antonio Marovelli Michele Mastromarino Giuseppe Paris Manlio Pastorini Ezio Roselli Paolo Salvi Giovanni Tubino Giorgio Zampori Angelo Zorzi ITA Itália | Eugenius Auwerkerken Théophile Bauer François Claessens Augustus Cootmans Frans Gibens Albert Haepers Domien Jacob Félicien Kempeneers Jules Labéeu Hubert Lafortune Auguste Landrieu Charles Lannie Constant Loriot Nicolaas Moerloos Ferdinand Minnaert Louis Stoop Jean Van Guysse Alphonse Van Mele François Verboven Jean Verboven Julien Verdonck Joseph Verstraeten Georges Vivex Julianus Wagemans BEL Bélgica                                | Georges Berger Émile Bouchès René Boulanger Alfred Buyenne Eugène Cordonnier Léon Delsarte Lucien Démanet Paul Durin Georges Duvant Fernand Fauconnier Arthur Hermann Albert Hersoy André Higelin Auguste Hoël Louis Kempe Georges Lagouge Paulin Lemaire Ernest Lespinasse Émile Martel Jules Pirard Eugène Pollet Georges Thurnherr Marco Torrès François Walker Julien Wartelle Paul Wartelle FRA França |
| Sistema livre por equipes detalhes | Georg Albertsen Rudolf Andersen Viggo Dibbern Aage Frandsen Hugo Helsten Harry Holm Herold Jansson Robert Johnsen Christian Juhl Vilhelm Lange Svend Madsen Peder Marcussen Peder Møller Niels Turin Nielsen Steen Olsen Christian Pedersen Hans Rønne Harry Sørensen Christian Thomas Knud Vermehren Fritz Eisenöe Hans Trier Hansen Lukas Nielsen Oluf Olsen DEN Dinamarca                                                                                           | Alf Aanning Karl Aas Jørgen Andersen Gustav Bayer Jørgen Bjørnstad Asbjørn Bodahl Eilert Bøhm Trygve Bøyesen Ingolf Davidsen Håkon Endreson Jacob Erstad Harald Færstad Hermann Helgesen Petter Hol Otto Johannessen John Anker Johansen Torbjørn Kristoffersen Henrik Nielsen Jacob Opdahl Arthur Rydstrøm Frithjof Sælen Bjørn Skjærpe Wilhelm Steffensen Olav Sundal Reidar Tønsberg Lauritz Wigand-Larsen NOR Noruega                             | nenhum |
| Sistema sueco por equipes detalhes | Fausto Acke Albert Andersson Arvid Andersson-Holtman Helge Bäckander Bengt Bengtsson Fabian Biörck Erik Charpentier Sture Ericsson-Ewréus Konrad Granström Helge Gustafsson Åke Häger Ture Hedman Sven Johnson Sven-Olof Jonsson Karl Lindahl Edmund Lindmark Bengt Mohrberg Frans Persson Klas Särner Curt Sjöberg Gunnar Söderlindh John Sörenson Erik Svensén Gösta Törner SWE Suécia                                                                               | Johannes Birk Frede Hansen Frederik Hansen Kristian Hansen Hans Jakobsen Aage Jørgensen Alfred Frøkjær Jørgensen Alfred Ollerup Jørgensen Arne Jørgensen Knud Kirkeløkke Jens Lambæk Kristian Larsen Kristian Madsen Niels Erik Nielsen Niels Kristian Nielsen Dynes Pedersen Hans Pedersen Johannes Pedersen Peter Dorf Pedersen Rasmus Rasmussen Hans Christian Sørensen Hans Laurids Sørensen Søren Sørensen Georg Vest Aage Walther DEN Dinamarca | Paul Arets Léon Bronckaert Léopold Clabots Jean-Baptiste Claessens Léon Darrien Lucien Dehoux Ernest Deleu Émile Duboisson Ernest Dureuil Joseph Fiems Marcel Hansen Louis Henin Omer Hoffman Félix Logiest Charles Maerschalck René Paenhuijsen Arnold Pierrot René Pinchart Gaspard Pirotte Augustien Pluys Léopold Son Édouard Taeymans Pierre Thiriar Henri Verhavert BEL Bélgica                       |

## Quadro de medalhas
| Ordem | País          | Medalha de ouro | Medalha de prata | Medalha de bronze |    |
| ----- | ------------- | --------------- | ---------------- | ----------------- | -- |
| 1     | ITA Itália    | 2               |                  |                   | 2  |
| 2     | DEN Dinamarca | 1               | 1                |                   | 2  |
| 3     | SWE Suécia    | 1               |                  |                   | 1  |
| 4     | FRA França    |                 | 1                | 2                 | 3  |
| 5     | BEL Bélgica   |                 | 1                | 1                 | 2  |
| 6     | NOR Noruega   |                 | 1                |                   | 1  |
| TOTAL | TOTAL         | 4               | 4                | 3                 | 11 |